# LyricWiki
LyricWiki è stata un'enciclopedia multilingua online di testi di canzoni che utilizza un software di tipo MediaWiki.
Ad agosto 2012 con più di 1.750.000 pagine
è il quarto sito MediaWiki per numero di pagine di contenuto presenti.
Il sito è stato chiuso definitivamente il 21 settembre 2020.

## Storia
Fu creato nell'aprile 2006 da Sean Colombo, studente del Rochester Institute of Technology, come dominio www.lyricwiki.org.
Nel 2009, a causa di problemi con le licenze dei brani, si è trasferito come sottodominio di Wikia cambiando alcune sue caratteristiche: tra le altre ha dovuto rinunciare all'utilizzo delle API utilizzabili dai player per scaricare localmente i testi dei brani presenti sul sito.
LyricWiki è stato citato sulla stampa, ad esempio in un articolo su Wired e uno sul blog Lifehacker.